# Kać
Kać (no alfabeto cirílico sérvio: Каћ) é uma cidade situada em Novi Sad, no Distrito Sul de Bačka, Sérvia. Está situada na província autónoma de Vojvodina. A cidade tem uma maioria étnica sérvia, e sua população é de 11.612 (dados de 2011).